# Galeria pluvial

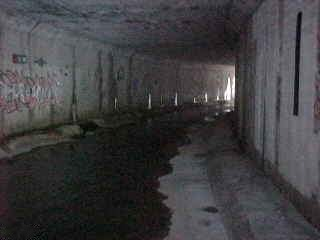
Uma galeria pluvial em Mississauga, em Ontário, no Canadá. Foto de Rz350.

Galeria pluvial é o sistema de dutos subterrâneos destinados à captação e escoamento de água pluvial coletada pelas bocas coletoras.